# Pip Pyle
Phillip „Pip“ Pyle (* 4. April 1950 in Sawbridgeworth, Hertfordshire; † 28. August 2006 in Paris) war ein englischer Schlagzeuger, der zunächst in Bands des Canterbury Sounds Bluesrock und Progressive Rock und später (vor allem in Frankreich) Fusionmusik spielte. Er war unter anderem Mitglied von Hatfield and the North und National Health.

## Leben und Wirken
Pyle, der Phil Miller bereits aus dem Kindergarten kannte, gründete mit diesem und dessen Bruder Steve 1966 Bruno's Blues Band, aus der sich die der Blues-Rock-Formation Delivery entwickelte, in der Pyle bis 1970 spielte. Dann war er für kurze Zeit der Schlagzeuger von Chicken Shack und von Khan. 1971 bat ihn Kollege Robert Wyatt, an seiner Stelle auf Daevid Allens Soloalbum Banana Moon mitzuwirken. Anschließend spielte Pyle acht Monate lang in Allens Gruppe Gong und war auch an deren Alben Camembert Électrique und Continental Circus beteiligt (in den 1990er Jahren spielte er noch einmal in der Band). 1972 begleitete er den Sänger Paul Jones.
Dann kamen Pyle, Steve und Phil Miller wieder zusammen und formierten – erweitert um Richard Sinclair und Dave Stewart – Delivery wieder, die sie kurz darauf (nach einem Autobahnschild) in Hatfield and the North umbenannten. Für die Band, die 1974 und 1975 jeweils ein Album veröffentlichte, schrieb Pyle auch viele Texte.
Anschließend spielte er mit einem Teil der Band bei National Health, war aber auch mit Hugh Hopper und Elton Dean im Projekt Soft Heap aktiv, wo er sich zum ersten Mal mit dem Jazzidiom auseinandersetzte. Daneben spielte er seit 1982 mit Phil Millers In Cahoot. 1984 begegnete er der Pianistin Sophia Domancich, mit der er für mehrere Jahre eine feste Beziehung einging. Sie wurde auch Mitglied seiner Band Equip'Out, mit der er auf Tournee ging und mehrere Alben einspielte, an denen teilweise auch Paul Rogers und Elton Dean beteiligt waren. 1998 veröffentlichte er sein von der Kritik herausgestelltes Soloalbum „Seven Year Itch“, an dem Musiker wie Miller, Sinclair, Stewart, Dean, Hopper, Jakko Jakszyk, Barbara Gaskin, John Greaves, François Ovide, Lydia Domancich, Fred T. Baker, Paul Rogers, Michel Godard und Didier Malherbe mitwirkten.
In seiner Gruppe Bash! spielten zu Beginn des 21. Jahrhunderts der französische Gitarrist Patrice Meyer, Keyboarder Alex Maguire und Fred T. Baker. 2005 und 2006 kam es für einige Konzerte zu einer Wiederbelebung von Hatfield and the North. Das letzte Konzert spielte die Gruppe am 26. August in Groningen, zwei Tage vor Pyles Tod in einem Pariser Hotel.

## Diskographische Hinweise
- Up!  (1991, mit Elton Dean, Sophia Domancich und Paul Rogers)
- 7 Years Itch (1991–1997)
- Equipe Out (1999)
- Bash! (2002–2003, teilweise mit Elton Dean)